# Cris (roman)
Pour les articles homonymes, voir Cris (homonymie).
Cris est une fiction litteraire de Laurent Gaudé paru en 2001 aux éditions Actes Sud. C'est son premier roman.

## Résumé
Laurent Gaudé fait entendre les monologues intérieurs d'une dizaine d'hommes engagés sur la ligne de front durant la Première Guerre mondiale. Tandis que l'un, blessé, s'efforce de se souvenir de ce qu'il doit faire pour survivre, devenu fou, erre entre les lignes en poussant des cris de bête ; un troisième, permissionnaire, dresse à l'entrée des villages des statues de boue à la mémoire de ses compagnons de tranchée. Chaque personnage semble seul, n'échangeant que peu avec ses compagnons. Et pourtant ces hommes, victimes d'ordres incompréhensibles pour regagner quelques mètres de terrain, sont capables de courage et de solidarité. Avec des phrases courtes, hachées, le texte restitue le flux et le reflux de la ligne de front, la présence du gaz moutarde, la densité sonore, le chaos de la défaite.

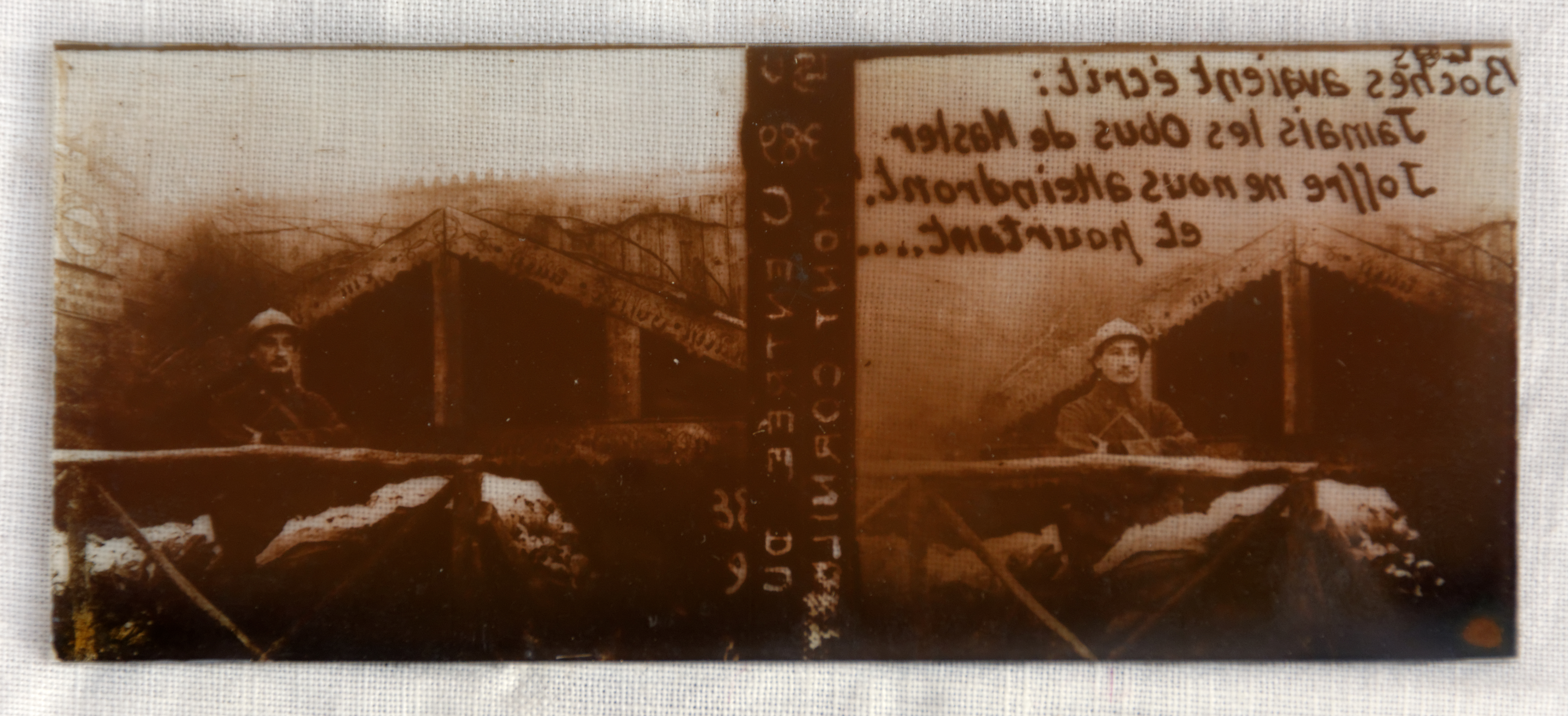
Soldat dans une tranchée. Plaque de verre stéréoscopique.

## Place du roman dans l’œuvre de Laurent Gaudé
Ce livre prend une place spécifique dans l’œuvre de Laurent Gaudé. Celui-ci avait auparavant écrit quatre pièces de théâtre. Cris marque son passage à l'écriture de romans et l'expérience du théâtre est tangible dans son écriture.

## Réception critique
Dès sa parution, le livre a reçu un accueil positif du milieu littéraire et ce succès ne s'est pas démenti.
Le livre a été cité par Pierre Schoentjes dans une étude intitulée L'image des gaz dans les fictions de la Grande Guerre.

## Éditions
- Actes Sud, 2001,  (ISBN 2-7427-3169-5) ; réédité dans la collection « Babel » en 2003,  (ISBN 2-7427-4599-8), et dans la collection « "Les inépuisables" » en 2014,  (ISBN 978-2-330-03706-2).
- LGF/Livre de Poche, 2005,  (ISBN 2-253-10860-X).
- À vue d’œil, 2005,  (ISBN 2-84666-245-2), Édition en gros caractères.

## Adaptations théâtrales et radiophoniques
Laurent Gaudé a conçu une adaptation à quatre personnages de son roman, dont une première lecture a été donnée le 16 février 2002 au Théâtre ouvert. Cette adaptation, réalisée par Jean-Matthieu Zahnd pour le Nouveau Répertoire Dramatique de France Culture a été diffusée à l'antenne le 7 juillet 2002.
Le roman dans son intégralité, mis en scène par Stanislas Nordey a été donné du 21 mars au 23 avril 2005 par le Théâtre Ouvert et la pièce a été reprise à Villeurbanne en 2006 en ouverture du cycle « Théâtre Ouvert au TNP  ».

## Distinctions
- Le roman a reçu le prix Atout Lire de la ville de Cherbourg-Octeville en 2001[12].
- La lecture de ce livre est recommandée par l'éducation nationale au collège . Il a été placé dans la liste Sélection spéciale "Première Guerre mondiale[13].